# (230) Athamantis
(230) Athamantis – planetoida z grupy pasa głównego asteroid okrążająca Słońce w ciągu 3 lat i 248 dni w średniej odległości 2,38 au. Została odkryta 3 września 1882 roku w Bothkamp przez Karla de Balla. Nazwa planetoidy pochodzi od Atamantis, zwanej też Helle, córki Atamasa w mitologii greckiej.